# IndieWire
IndieWire (іноді стилізований як indieWIRE або Indiewire ) — вебсайт кіноіндустрії та кінооглядів, створений у 1996 році. У центрі уваги сайту — незалежне кіно. IndieWire є частиною Penske Media.

## Історія

Колишній логотип Indiewire

Оригінальний інформаційний бюлетень IndieWire був запущений 15 липня 1996 року як "щоденна служба новин для незалежного кіно". Влітку 1996 року, беручи приклад з різноманітні веб- та AOL редакційних підприємств, IndieWire запустили як безкоштовне щоденне видання електронною поштою режисерами та письменниками з Нью-Йорка та Лос-Анджелеса Юджином Ернандесом, Марком Рабіновичем, Чері Барнер, Роберто А. Кесадою та Марком Л. Файнсодом.
Спочатку видання поширювали серед кількох сотень передплатників, але читацька аудиторія швидко зростала, перевищивши 6000 наприкінці 1997 року.
У січні 1997 року IndieWire вперше з'явилася на кінофестивалі Санденс, щоб розпочати висвітлення кінофестивалів; він пропонував щоденну газету indieWIRE: On The Scene як додаток до онлайн-висвітлення. Видання, надруковане на місці в чорно-білому стилі з низькими технологіями, змогло позмагатися із традиційними голлівудськими щоденними газетами Variety та The Hollywood Reporter через затримку друку цих публікацій у Лос-Анджелесі. 
SnagFilms придбав сайт у липні 2008 року. 8 січня 2009 року редактор IndieWire Юджин Ернандес оголосив, що сайт переживає повторний запуск, який був «повністю переосмислений». У 2011 році із запуском редизайну сайт змінив формальне написання своєї назви з indieWIRE на IndieWire.
Penske Media придбала IndieWire 19 січня 2016 року. Фінансові умови угоди не розголошуються.

## Опис
У центрі уваги Indiewire є незалежне кіно.
Станом на  2021, IndieWire є дочірньою компанією Variety, яка входить до Penske Media. У ньому працює 26 осіб, у тому числі видавець Джеймс Ізраель, головний редактор Дана Гарріс-Брідсон, головний критик Ерік Кон, головний редактор Енн Томпсон і старший критик Девід Ерліх.

## Оцінки та відгуки
У Wired у 1997 році Джанель Браун писала: «Наразі IndieWire майже не має конкуренції: такі об'єднання, як The Hollywood Reporter і Variety, можуть охоплювати незалежні фільми, але з точки зору Голлівуду вони приховані величезною кількістю основних новин. Як зазначає режисер Даг Воленс, IndieWire — одне з небагатьох місць, де режисери можуть постійно та надійно бути в курсі щодо невеликих кінофестивалів, які часто ігноруються; [щодо того,] які фільми відкриваються та що думають інші режисери» .
У 2002 році журнал Forbes визнав IndieWire разом із сімома іншими учасниками в категорії «Оцінка кіно» як «Кращий з веб-вибору», описавши його найкращу функцію як «дошки, повні режисерів», а найгіршу як «льодовикова пошукова система». IndieWire також відмітив Роджер Еберт.
У 2012 році IndieWire виграв премію Webby Award у категорії «Кіно та фільм».
У 2022 році IndieWire отримав нагороду як найкращий веб-сайт, традиційна новинна організація від Лос-Анджелеського прес-клубу на щорічній премії журналістики Південної Каліфорнії. Судді відзначили, що сайт «сповнений аналізу розважальних питань, не кажучи вже про глибину більшості матеріалів, які одразу ж з'являються на сайті. Досить переконливо і спонукає до роздумів».

## Опитування критиків
The IndieWire Critic's Poll — щорічне опитування IndieWire, який складає рейтинг найкращих американських та міжнародних фільмів з 10 фільмів у 15 різних категоріях. Переможців обирають за голосуванням критиків IndieWire.